# لويس ماكليستر
لويس ماكليستر (بالإنجليزية: Lewis McAllister)‏ هو شخصية أعمال وسياسي أمريكي، ولد في 25 سبتمبر 1932. حزبياً، نشط في الحزب الجمهوري. وقد انتخب عضو مجلس نواب مسيسيبي.